# Торстен Гегерстранд
То́рстен Ге́ґерстранд (часто: Гагерстранд, Хегерстранд, Хагерстранд) (11 жовтня 1916-3 травня 2004 рр.) — шведський географ, автор теорії просторової дифузії інновацій. Також він відомий своїми дослідженнями з культурної дифузії та міграції. Його дослідження допомогли зробити Швецію, а особливо Лунд, великим центром інноваційної роботи в областях культурної та часової географії.

## Біографія
Народився Торстен Геґерстранд 11 жовтня 1916 року в містечку Мугеда у Смоланді у сім'ї шкільного вчителя. З 1937 року навчався в Лундському університеті на географічному факультеті, паралельно слухав лекції з історії мистецтва. Під час навчання двічі призивався до армії.
Спочатку вивчав міграції сільського населення Швеції, перша робота на цю тему була опублікована в 1942 р. Продовжував дослідження в цій галузі, і в 1950 році опублікував роботу, в якій соціально-економічні явища в сільській Швеції розглядалися як процес дифузії, що піддається моделюванню за методом Монте-Карло. У 1953 захистив дисертацію в Лундському університеті і отримав ступінь доктора, 1957 року став професором цього університету, де працював до самої смерті.
Оскільки роботи Геґерстранда була опубліковані шведською мовою, а Швеція у той період не була важливим центром географічної науки, його ідеї були мало відомі до 1960-х років. Наприкінці 1950-х Геґерстранд відвідав Вашингтонський університет, який на той час був одним з основних центрів соціально-економічної географії (зокрема, там працював Едвард Ульман). У 1960 році в Лунді відбулася міжнародна конференція, присвячена моделюванню розвитку міст, після якої ідеї Геґерстрандстали «розноситися по світу». У 1967 році його книгу було перекладено на англійську мову і видано в Чикаго під назвою «Дифузія інновацій як географічний процес». Це викликало хвилю захоплення дифузіоністськими моделями серед географів Західної Європи та США.
У 1970-х роках інтереси Геґерстранда зміщуються від вивчення дифузії тих чи інших явищ у просторі до дослідження механізмів самої дифузії, перш за все, інтенсивності та ефективності особистих контактів. Цей напрямок було названо ним «географія часу». Результати досліджень показували, скільки часу необхідно витратити в тому чи іншому місці для вирішення тієї чи іншої проблеми. Враховуючи великий практичний інтерес до цих робіт, Геґерстранд був залучений до роботи в комісіях з реформування територіальної організації соціальних установ Швеції. Позитивно оцінюючи результати цієї діяльності, він, тим не менше, був противником приведення соціально-економічних реалій до певного «оптимуму», оскільки це пригнічує ініціативу людини і руйнує місцеві ідентичності. У пізніх роботах Геґерстранд розглядав добові переміщення жителів великих міст, вивчав внутрішньоміські центр-периферійні відмінності.
У 1980-х роках Торстен Геґерстранд був удостоєний великої кількості нагород і премій, у 1988 став одним із засновників Європейської Академії (серед перших членів лише він та Пітер Гаґґет — географи).
Вчений помер 3 травня 2004 року в місті Лунд, у віці 87 років.
Геґерстранд був автором та співавтором близько 300 публікацій. Слід підкреслити, що його вплив та натхнення були поширені не тільки через написане слово, але, можливо, у ще більшому ступені за рахунок особистих розмов і зустрічей з дослідниками, його виступів як запрошеного професора в різних університетах і на семінарах, конференціях.

## Нагороди
За своє життя Торстен Геґерстранд був удостоєний численних нагород і відзнак. Він був членом Шведської королівської академії наук (The Royal Swedish Academy of Sciences), Королівської академії літератури, історії та стародавності (The Royal Academy of Letters, History and Antiquities), Шведської королівської академії інженерних наук (The Royal Swedish Academy of Engineering Sciences) в Швеції; Академії наук (The Academy of Sciences) в Норвегії та Фінляндії; Американської Академії мистецтв і наук (The American Academy of Arts and Science), член-кореспондент Академії Великої Британії (The British Academy), і член Географічного товариства (Société de Géographie) у Франції. Він був нагороджений численними медалями у Швеції та за кордоном.
У 1992 році Торстен Геґерстранд був нагороджений Міжнародною премією з географії Вотрена Лю (Lauréat Prix International de Géographie Vautrin Lud), вищої[джерело?] нагороди в галузі дослідження географії.
Він отримав почесні докторські ступені від Університету Бергена, Норвезької школи економіки та ділового адміністрування, Університет Тронхейма, Бристольського університету, Університету Единбурга, Університету Глазго і Університету штату Огайо. Він також був одним із членів-засновників Європейської Академії.
У 1968 році професор Геґерстранд отримав премію від Асоціації американських географів за видатні досягнення. У 1979 році він отримав медаль Вікторії від Королівського географічного товариства (The Royal Geographical Society).

## Науковий внесок
Науковий внесок Торстена Геґерстранд був винятковим. Він не тільки охопив підґрунтя географічної дисципліни, але в той же час розширив і перевершив традиційні дисциплінарні межі.
Можна виділити дві основні теми в його дослідженнях і вченнях. Один напрямок охоплював розвиток концепцій та інноваційних фундаментальних досліджень, інший — прикладні дослідження соціального спрямування.
Основні положення робіт Геґерстранда можуть бути зведені до наступного:
1. Територіальна дифузія інновацій має певні закони розповсюдження і може бути змодельована.
2. Дифузія інновацій є вирішальним фактором у визначенні соціального ефекту (насамперед, міграційного) для центр-периферійних відносин.
3. Швидкість дифузії залежить не від геометричної відстані, а від трансляційної спроможності окремих міст, через які вона здійснюється, від того, наскільки інтенсивні й ефективні там контакти між людьми.

У Лунді, під керівництвом Геґерстранда були організовані дослідницькі групи, результати досліджень публікувалися у власному журналі і застосовувалися на практиці. Ці розробки були високо оцінені урядом Швеції. Проте не можна не звернути увагу на те, що ідеї Лундської школи так до сих пір і не поширилися за межами західної географічної науки.
Взагалі ідеї Геґерстранда були широко сприйняті як в економічній, так і в соціальній географії і поряд з роботами Перру та Фрідмана лягли в основу ряду програм регіональної політики та численних теорій регіонального зростання, що з'явилися в 1970-90-х роках. Методологія «географії часу» використовується для визначення розвиненості ринкового середовища (скільки часу необхідно для реєстрації підприємства) в тих чи інших країнах та регіонах. Великий вплив на розвиток соціально-економічної географії зробило впровадження динамічних моделей, вона перетворилася з просторової науки в науку просторово-часову. Методи просторово-часового аналізу можна застосовувати і сьогодні. Ці методи є корисними при розробці логіки освоєння міських ландшафтів, побудові карт, створенні якісних туристичних продуктів тощо.

## Основні праці
- Hägerstrand, Torsten (1952). The propagation of innovation waves. Lund studies in geography: Series B, Human geography, 4. Lund: Royal University of Lund, Dept. of Geography. OCLC 254752.
- Hannerberg, David; Hägerstrand, Torsten, ред. (1957). Migration in Sweden: a symposium. Lund studies in geography: Series B, Human geography, 13. Lund: CWK Gleerup. OCLC 170619.
- Hägerstrand, Torsten (1967) [1953]. Innovation diffusion as a spatial process [Innovationsförloppet ur korologisk synpunkt]. Postscript and translation by Allan Pred; Translated with the assistance of Greta Haag. Chicago: University of Chicago Press. OCLC 536383.
- Hägerstrand, Torsten (December 1967). The computer and the geographer. Transactions of the Institute of British Geographers (42): 1—19. doi:10.2307/621369.
- Hägerstrand, Torsten (1970). What about people in regional science?. Papers of the Regional Science Association. 24 (1): 6—21. doi:10.1007/BF01936872.
- Hägerstrand, Torsten (1973). On the definition of migration. Rapporter och notiser, 9. Scandinavian population studies. Lund: Lunds universitets kulturgeografiska institution. OCLC 185647319.
- Hägerstrand, Torsten (1973). The domain of human geography. У Chorley, Richard J (ред.). Directions in geography. London: Methuen. с. 67–87. ISBN 0416608302. OCLC 789168.
- Hägerstrand, Torsten (1974). Ecology under one perspective. У Bylund, Erik; Linderholm, Håkan; Rune, Olof (ред.). Ecological problems of the circumpolar area: papers from the international symposium at Luleå, Sweden, June 28–29, 1971. Luleå: Norrbottens Museum. с. 271—276. OCLC 3035384.
- Hägerstrand, Torsten (1974). The impact of transport on the quality of life. Rapporter och notiser, 13. Lund: Lunds universitets kulturgeografiska institution. OCLC 185647393.
- Hägerstrand, Torsten (1975). Space, time and human conditions. У Karlqvist, Anders; Lundqvist, Lars; Snickars, Folke (ред.). Dynamic allocation of urban space. Lexington, MA: Lexington Books. с. 3–14. ISBN 0347010520. OCLC 1364735.
- Hägerstrand, Torsten (1976). Geography and the study of interaction between nature and society. Geoforum. 7 (5–6): 329—334. doi:10.1016/0016-7185(76)90063-4.
- Hägerstrand, Torsten (1978). Survival and arena: on the life-history of individuals in relation to their geographical environment. У Carlstein, Tommy; Parkes, Don; Thrift, Nigel J (ред.). Human activity and time geography. Timing space and spacing time, 2. New York: Wiley. с. 122–143. ISBN 0713159898. OCLC 4935024.
- Buttimer, Anne; Hägerstrand, Torsten (1980). Invitation to dialogue: a progress report. DIA paper, 1. Lund: University of Lund. OCLC 8534714.
- Hägerstrand, Torsten (1982). Diorama, path and project. Tijdschrift voor economische en sociale geografie. 73 (6): 323—339. doi:10.1111/j.1467-9663.1982.tb01647.x.
- Hägerstrand, Torsten (1983). In search for the sources of concepts. У Buttimer, Anne (ред.). The practice of geography. London; New York: Longman. с. 238–256. ISBN 0582300878. OCLC 8629687.
- Hägerstrand, Torsten, ред. (1985). The identification of progress in learning. European Science Foundation; International Colloquium on the Identification of Progress in Learning. Cambridge: Cambridge University Press. ISBN 0521300878. OCLC 10924966.
- Hägerstrand, Torsten (1985). Time geography: focus on the corporeality of man, society and environment. У Aida, Shūhei (ред.). The science and praxis of complexity: contributions to the symposium held at Montpellier, France, 9–11 May, 1984. Tokyo: United Nations University Press. с. 193—216. OCLC 13025296.
- Hägerstrand, Torsten (1991). Om tidens vidd och tingens ordning (Swedish) . A selection of Professor Hägerstrand's 300-odd scholarly essays, articles, lectures, and papers, edited by Gösta Carlestam and Barbro Sollbe. Stockholm: Byggforskningsrådet. ISBN 9154053633. OCLC 29548202.
- Hägerstrand, Torsten (1992). The global and the local. У Svedin, Uno; Aniansson, Britt Hägerhäll (ред.). Society and the environment: a Swedish research perspective. Ecology, economy & environment, 2. Dordrecht; Boston: Kluwer Academic Publishers. с. 13–21. ISBN 0792317963. OCLC 25788428.
- Hägerstrand, Torsten (2001) [1995]. A look at the political geography of environmental management. У Buttimer, Anne (ред.). Sustainable landscapes and lifeways: scale and appropriateness. Sterling, VA: Cork University Press. с. 35—58. ISBN 185918300X. OCLC 45879916.
- Hägerstrand, Torsten; Carlstein, Tommy (December 2004). The two vistas. Geografiska Annaler: Series B, Human Geography. 86 (4): 315—323. doi:10.1111/j.0435-3684.2004.00170.x.
- Hägerstrand, Torsten (2009). Tillvaroväven (Swedish) . Edited by Kajsa Ellegård and Uno Svedin, with a bibliography by Bo Lenntorp. Stockholm: Forskningsrådet Formas. ISBN 9154060338. OCLC 456875435.